# Pigeonnier du domaine de la Tour de Rance
Le pigeonnier du domaine de la Tour de Rance est un édifice situé à Bourran, en Lot-et-Garonne.

## Historique
Le domaine de la Tour de Rance faisait partie du temporel de l'abbaye de Clairac. Il a été aliéné en 1574 par Henri d'Angoulême, abbé commendataire. Le domaine est devenu la propriété de Guillaume de Ranse, écuyer, seigneur de Plaisance et secrétaire d'Henri de Navarre puis conseiller du roi Henri IV, contrôleur général des domaines de Navarre et d'Albret, et auditeur de la chambre des comptes de Nérac. 
La famille de Gripières en est devenue propriétaire en 1660 et l'a conservé jusqu'en 1830.
Le logis a été reconstruit au XVIIe siècle, probablement par la famille de Gripières, avec un corps de pavillon central abritant un escalier rampe sur rampe à deux volées avec sa charpente à enrayures avec goussets cintrés. Les dispositions et décors intérieurs ont été remaniés au XIXe et XXe siècles.
Le pigeonnier est contemporain de la construction du logis. Il possède le même type de charpente que le pavillon d'escalier. 
Le domaine a été acquis en 1945 par l'INRA qui a modifié les dépendances agricoles. 
Le pigeonnier a été inscrit au titre des monuments historiques le 31 décembre 1993,.

## Description
Pigeonnier de plan hexagonal reposant sur six colonnes dont la protection contre la sauvagine par des « capels » en forme de rondelles. Il a été réalisé en brique et enduit. Son toit polygonal est couvert de tuiles creuses et comporte des chiens-assis pour l'entrée des pigeons. Au sommet a été placé un clocheton terminé par un petit épi de faîtage avec des grilles d'envol pour les pigeons.